# Cergy
Cergy este un oraș în Franța, prefectura departamentului Val-d'Oise, în regiunea Île-de-France, la nord-vest de Paris. Împreună cu Pontoise formează aglomerația Cergy-Pontoise un exemplu modern de oraș nou planificat cu o populație totală de peste 183.000 locuitori.

## Educație
- ESSEC Business School

1. ↑  French National Directory of Representatives, accesat în 15 martie 2019
2. ↑  répertoire géographique des communes, accesat în 26 octombrie 2015
3. ↑  dataset of postal codes in France, 1 octombrie 2018